# توماس أم. والر
توماس ماكدونالد والر (بالإنجليزية: Thomas MacDonald Waller) (‏ 1 يناير 1840 - 24 يناير 1924) وهو سياسي ودبلوماسي أمريكي ينتمي إلى الحزب الديمقراطي.وهو الحاكم رقم 51 على ولاية كونتيكت.

## نشأته
ولد توماس ماكدونالد والر في في 1 كانون الثاني - يناير من سنة 1840 في مدينة نيويورك من أبوين مهاجرين من جزيرة أيرلندة. توفي والدا توماس قيل ان يبلغ السن الثامنة.

## السنوات اللاحقة
شغل والر منصب وزير الدولة لولاية كونتيكت من عام 1870 إلى عام 1871 كما شغل توماس ماكدونالد والر كذلك منصب رئيس بلدية نيولندن في ولاية كونتيكت ما بين عامي 1873 إلى عام 1879.شغل والر منصب حاكم على ولاية كونتيكت من عام 1883 إلى عام 1885. بعد انتهاء فترة ولايته إصبح توماس ماكدونالد والر القنصل العام في مدينة لندن بإنجلترا وقد شغل والر هذا المنصب ما بين عامي 1885 إلى عام 1889.

## وفاته
توفي توماس ماكدونالد والر في 24 كانون الثاني - يناير من سنة 1924 في مدينة نيولندن بولاية كونتيكت.